# 裴远颖
裴远颖（1935年—），江西南城人，中华人民共和国政治人物、外交官。
1987年，担任中国驻波兰大使。1995年，接替程瑞声担任中华人民共和国驻印度大使。1998年，由周刚接任。